# Sport Lisboa e Benfica 2025-2026
Questa voce raccoglie le informazioni riguardanti il Sport Lisboa e Benfica  nelle competizioni ufficiali della stagione 2025-2026.

## Maglie e sponsor
| Casa | Trasferta | Terza divisa |

## Rosa
Rosa e numerazione aggiornate al 7 agosto 2025 
| N. |                                 | Ruolo | Calciatore          |
| -- | ------------------------------- | ----- | ------------------- |
| 1  | Ucraina (bandiera)              | P     | Anatolij Trubin     |
| 3  | Spagna (bandiera)               | D     | Rafael Obrador      |
| 4  | Portogallo (bandiera)           | D     | António Silva       |
| 5  | Argentina (bandiera)            | C     | Enzo Barrenechea    |
| 6  | Danimarca (bandiera)            | D     | Alexander Bah       |
| 7  | Turchia (bandiera)              | A     | Kerem Aktürkoğlu    |
| 8  | Norvegia (bandiera)             | C     | Fredrik Aursnes     |
| 9  | Croazia (bandiera)              | A     | Franjo Ivanović     |
| 14 | Grecia (bandiera)               | A     | Vaggelīs Paulidīs   |
| 16 | Portogallo (bandiera)           | C     | Manu Silva          |
| 17 | Bosnia ed Erzegovina (bandiera) | D     | Amar Dedić          |
| 18 | Lussemburgo (bandiera)          | C     | Leandro Barreiro    |
| 20 | Colombia (bandiera)             | C     | Richard Ríos        |
| 21 | Norvegia (bandiera)             | A     | Andreas Schjelderup |

| N. |                       | Ruolo | Calciatore                  |
| -- | --------------------- | ----- | --------------------------- |
| 24 | Portogallo (bandiera) | P     | Samuel Soares               |
| 25 | Argentina (bandiera)  | A     | Gianluca Prestianni         |
| 26 | Svezia (bandiera)     | D     | Samuel Dahl                 |
| 27 | Portogallo (bandiera) | A     | Bruma                       |
| 30 | Argentina (bandiera)  | D     | Nicolás Otamendi (capitano) |
| 39 | Portogallo (bandiera) | A     | Henrique Araújo             |
| 44 | Portogallo (bandiera) | A     | Tomás Araújo                |
| 47 | Portogallo (bandiera) | A     | Tiago Gouveia               |
| 61 | Portogallo (bandiera) | C     | Florentino Luís             |
| 68 | Portogallo (bandiera) | C     | João Veloso                 |
| 71 | Portogallo (bandiera) | D     | Leandro Santos              |
| 84 | Portogallo (bandiera) | C     | João Rego                   |

## Calciomercato

### Sessione estiva
| Acquisti         | Acquisti         | Acquisti             | Acquisti                          |
| R.               | Nome             | da                   | Modalità                          |
| ---------------- | ---------------- | -------------------- | --------------------------------- |
| C                | Richard Ríos     | Palmeiras            | definitivo (27 milioni €)         |
| A                | Franjo Ivanović  | Union Saint-Gilloise | definitivo (22,8 milioni €)       |
| D                | Amar Dedić       | Salisburgo           | definitivo (12 milioni €)         |
| D                | Rafael Obrador   | Real M. Castilla     | riscatto prestito (9,5 milioni €) |
| C                | Enzo Barrenechea | Aston Villa          | prestito (3 milioni €)            |
| D                | Samuel Dahl      | Roma                 | definitivo (9 milioni €)          |
| Altre operazioni |                  |                      |                                   |
| R.               | Nome             | da                   | Modalità                          |
| A                | Casper Tengstedt | Verona               | fine prestito                     |
| D                | David Jurásek    | Hoffenheim           | fine prestito                     |
| C                | Martim Neto      | Rio Ave              | fine prestito                     |
| C                | João Mário       | Beşiktaş             | fine prestito                     |
| A                | Henrique Araújo  | Arouca               | fine prestito                     |
| C                | Soualiho Meïté   | PAOK                 | fine prestito                     |

| Cessioni         | Cessioni         | Cessioni            | Cessioni                  |
| R.               | Nome             | a                   | Modalità                  |
| ---------------- | ---------------- | ------------------- | ------------------------- |
| D                | Álvaro Carreras  | Real Madrid         | definitivo (50 milioni €) |
| A                | Arthur Cabral    | Botafogo            | definitivo (12 milioni €) |
| A                | Casper Tengstedt | Feyenoord           | definitivo (6 milioni €)  |
| C                | João Mário       | Beşiktaş            | definitivo (2 milioni €)  |
| C                | Soualiho Meïté   | PAOK                | definitivo (1 milione €)  |
| A                | Ángel Di María   | Rosario Central     | gratuito                  |
| C                | Orkun Kökçü      | Beşiktaş            | prestito                  |
| D                | David Jurásek    | Beşiktaş            | prestito                  |
| D                | Adrian Bajrami   | Lucerna             | prestito                  |
| C                | Martim Neto      | Elche               | prestito                  |
| Altre operazioni |                  |                     |                           |
| R.               | Nome             | da                  | Modalità                  |
| A                | Zeki Amdouni     | Burnley             | fine prestito             |
| D                | Samuel Dahl      | Roma                | fine prestito             |
| C                | Renato Sanches   | Paris Saint-Germain | fine prestito             |
| A                | Andrea Belotti   | Como                | fine prestito             |

### Sessione invernale
| Acquisti         | Acquisti         | Acquisti         | Acquisti         |
| R.               | Nome             | da               | Modalità         |
| Altre operazioni | Altre operazioni | Altre operazioni | Altre operazioni |
| R.               | Nome             | da               | Modalità         |
| ---------------- | ---------------- | ---------------- | ---------------- |

| Cessioni         | Cessioni         | Cessioni         | Cessioni         |
| R.               | Nome             | a                | Modalità         |
| Altre operazioni | Altre operazioni | Altre operazioni | Altre operazioni |
| R.               | Nome             | da               | Modalità         |
| ---------------- | ---------------- | ---------------- | ---------------- |

## Risultati

### Primeira Liga

#### Girone di andata
| Lisbona 23 settembre 2025, ore 20:15 WEST 1ª giornata | Benfica | – referto | Rio Ave | Stadio da Luz |

| Arbitro: | H. Carvalho |

|  |           |                     |
|  | Marcatori | 60’ (rig.) Paulidīs |

| Lisbona 3ª giornata | Benfica | – referto | Tondela | Stadio da Luz |

| Alverca do Ribatejo 4ª giornata | Alverca | – referto | Benfica | Complexo Desportivo FC Alverca |

| Lisbona 5ª giornata | Benfica | – referto | Santa Clara | Stadio da Luz |

| Vila das Aves 6ª giornata | AVS | – referto | Benfica | Stadio do Clube Desportivo das Aves |

| Lisbona 7ª giornata | Benfica | – referto | Gil Vicente | Stadio da Luz |

| Oporto 8ª giornata | Porto | – referto | Benfica | Stadio do Dragão |

| Lisbona 9ª giornata | Benfica | – referto | Arouca | Stadio da Luz |

| Guimarães 10ª giornata | Vitória Guimarães | – referto | Benfica | Stadio D. Afonso Henriques |

### Supertaça Cândido de Oliveira
| Arbitro: | Veríssimo (Leiria) |

|  |           |              |
|  | Marcatori | 50’ Paulidīs |

### UEFA Champions League

#### Turni premilinari

##### Terzo turno preliminare
| Arbitro: | Oliver |

|  |           |                                  |
|  | Marcatori | 53’ Ivanović 88’ Florentino Luís |

| Arbitro: | Guida |

|                             |           |  |
| Aursnes 19’ Schjelderup 27’ | Marcatori |  |

##### Spareggi
| Istanbul 20 agosto 2025, ore 21:00 CEST Spareggi - Andata | Fenerbahçe | – referto | Benfica | Stadio Şükrü Saraçoğlu |

| Lisbona 27 agosto 2025, ore 21:00 CEST Spareggi - Ritorno | Benfica | – (tot.: -) referto | Fenerbahçe | Stadio da Luz |

## Statistiche

### Statistiche di squadra
| Competizione     | Punti | In casa | In casa | In casa | In casa | In casa | In casa | In trasferta | In trasferta | In trasferta | In trasferta | In trasferta | In trasferta | In campo neutro | In campo neutro | In campo neutro | In campo neutro | In campo neutro | In campo neutro | Totale | Totale | Totale | Totale | Totale | Totale | DR |
| Competizione     | Punti | G       | V       | N       | P       | Gf      | Gs      | G            | V            | N            | P            | Gf           | Gs           | G               | V               | N               | P               | Gf              | Gs              | G      | V      | N      | P      | Gf     | Gs     | DR |
| ---------------- | ----- | ------- | ------- | ------- | ------- | ------- | ------- | ------------ | ------------ | ------------ | ------------ | ------------ | ------------ | --------------- | --------------- | --------------- | --------------- | --------------- | --------------- | ------ | ------ | ------ | ------ | ------ | ------ | -- |
| Primeira Liga    | -     |         |         |         |         |         |         | 1            | 1            | 0            | 0            | 1            | 0            | -               | -               | -               | -               | -               | -               | 1      | 1      | 0      | 0      | 1      | 0      | +1 |
| Taça de Portugal | -     |         |         |         |         |         |         |              |              |              |              |              |              | -               | -               | -               | -               | -               | -               |        |        |        |        |        |        |    |
| Taça da Liga     | -     |         |         |         |         |         |         |              |              |              |              |              |              | -               | -               | -               | -               | -               | -               |        |        |        |        |        |        |    |
| Supertaça        | -     | -       | -       | -       | -       | -       | -       | -            | -            | -            | -            | -            | -            | 1               | 1               | 0               | 0               | 1               | 0               | 1      | 1      | 0      | 0      | 1      | 0      | +1 |
| Champions League | -     | 1       | 1       | 0       | 0       | 2       | 0       | 1            | 1            | 0            | 0            | 2            | 0            | -               | -               | -               | -               | -               | -               | 2      | 2      | 0      | 0      | 4      | 0      | +4 |
| Totale           | -     | 1       | 1       | 0       | 0       | 2       | 0       | 2            | 2            | 0            | 0            | 3            | 0            | 1               | 1               | 0               | 0               | 1               | 0               | 4      | 4      | 0      | 0      | 6      | 0      | +6 |

### Andamento in campionato
| Giornata  | 1 | 2 | 3 | 4 | 5 | 6 | 7 | 8 | 9 | 10 | 11 | 12 | 13 | 14 | 15 | 16 | 17 | 18 | 19 | 20 | 21 | 22 | 23 | 24 | 25 | 26 | 27 | 28 | 29 | 30 | 31 | 32 | 33 | 34 |
| --------- | - | - | - | - | - | - | - | - | - | -- | -- | -- | -- | -- | -- | -- | -- | -- | -- | -- | -- | -- | -- | -- | -- | -- | -- | -- | -- | -- | -- | -- | -- | -- |
| Luogo     | C | T |   |   |   |   |   |   |   |    |    |    |    |    |    |    |    |    |    |    |    |    |    |    |    |    |    |    |    |    |    |    |    |    |
| Risultato | R | V |   |   |   |   |   |   |   |    |    |    |    |    |    |    |    |    |    |    |    |    |    |    |    |    |    |    |    |    |    |    |    |    |
| Posizione |   |   |   |   |   |   |   |   |   |    |    |    |    |    |    |    |    |    |    |    |    |    |    |    |    |    |    |    |    |    |    |    |    |    |

Legenda:

Luogo: C = Casa; T = Trasferta. Risultato: V = Vittoria; N = Pareggio; P = Sconfitta.

### Statistiche individuali
| Giocatore      | Primeira Liga | Primeira Liga | Primeira Liga | Primeira Liga | Taça de Portugal+Taça de Liga | Taça de Portugal+Taça de Liga | Taça de Portugal+Taça de Liga | Taça de Portugal+Taça de Liga | Supertaça | Supertaça | Supertaça   | Supertaça  | UEFA Champions League | UEFA Champions League | UEFA Champions League | UEFA Champions League | Totale   | Totale | Totale      | Totale     |
| Giocatore      | Presenze      | Reti          | Ammonizioni   | Espulsioni    | Presenze                      | Reti                          | Ammonizioni                   | Espulsioni                    | Presenze  | Reti      | Ammonizioni | Espulsioni | Presenze              | Reti                  | Ammonizioni           | Espulsioni            | Presenze | Reti   | Ammonizioni | Espulsioni |
| -------------- | ------------- | ------------- | ------------- | ------------- | ----------------------------- | ----------------------------- | ----------------------------- | ----------------------------- | --------- | --------- | ----------- | ---------- | --------------------- | --------------------- | --------------------- | --------------------- | -------- | ------ | ----------- | ---------- |
| K. Aktürkoğlu  | 0             | 0             | 0             | 0             | 0+0                           | 0                             | 0                             | 0                             | 1         | 0         | 0           | 0          | 1                     | 0                     | 0                     | 0                     | 2        | 0      | 0           | 0          |
| H. Araújo      | 1             | 0             | 0             | 0             | 0+0                           | 0                             | 0                             | 0                             | 1         | 0         | 0           | 0          | 2                     | 0                     | 0                     | 0                     | 4        | 0      | 0           | 0          |
| T. Araújo      | 0             | 0             | 0             | 0             | 0+0                           | 0                             | 0                             | 0                             | 0         | 0         | 0           | 0          | 0                     | 0                     | 0                     | 0                     | 0        | 0      | 0           | 0          |
| F. Aursnes     | 1             | 0             | 0             | 0             | 0+0                           | 0                             | 0                             | 0                             | 1         | 0         | 0           | 0          | 2                     | 1                     | 0                     | 0                     | 4        | 1      | 0           | 0          |
| A. Bah         | 0             | 0             | 0             | 0             | 0+0                           | 0                             | 0                             | 0                             | 0         | 0         | 0           | 0          | 0                     | 0                     | 0                     | 0                     | 0        | 0      | 0           | 0          |
| L. Barreiro    | 1             | 0             | 0             | 0             | 0+0                           | 0                             | 0                             | 0                             | 1         | 0         | 0           | 0          | 2                     | 0                     | 0                     | 0                     | 4        | 0      | 0           | 0          |
| E. Barrenechea | 1             | 0             | 1             | 0             | 0+0                           | 0                             | 0                             | 0                             | 1         | 0         | 0           | 0          | 2                     | 0                     | 0                     | 0                     | 4        | 0      | 1           | 0          |
| Bruma          | 0             | 0             | 0             | 0             | 0+0                           | 0                             | 0                             | 0                             | 0         | 0         | 0           | 0          | 0                     | 0                     | 0                     | 0                     | 0        | 0      | 0           | 0          |
| S. Dahl        | 1             | 0             | 0             | 0             | 0+0                           | 0                             | 0                             | 0                             | 1         | 0         | 0           | 0          | 2                     | 0                     | 0                     | 0                     | 4        | 0      | 0           | 0          |
| A. Dedić       | 1             | 0             | 0             | 0             | 0+0                           | 0                             | 0                             | 0                             | 1         | 0         | 1           | 0          | 2                     | 0                     | 0                     | 0                     | 4        | 0      | 1           | 0          |
| H. Félix       | 0             | 0             | 0             | 0             | 0+0                           | 0+0                           | 0                             | 0                             | 0         | 0         | 0           | 0          | 0                     | 0                     | 0                     | 0                     | 0        | 0      | 0           | 0          |
| Nuno Félix     | 0             | 0             | 0             | 0             | 0+0                           | 0                             | 0                             | 0                             | 0         | 0         | 0           | 0          | 0                     | 0                     | 0                     | 0                     | 0        | 0      | 0           | 0          |
| Florentino     | 1             | 0             | 0             | 0             | 0+0                           | 0                             | 0                             | 0                             | 1         | 0         | 0           | 0          | 2                     | 1                     | 0                     | 0                     | 4        | 1      | 0           | 0          |
| T. Gouveia     | 1             | 0             | 0             | 0             | 0+0                           | 0                             | 0                             | 0                             | 1         | 0         | 0           | 0          | 0                     | 0                     | 0                     | 0                     | 2        | 0      | 0           | 0          |
| F. Ivanović    | 1             | 0             | 0             | 0             | 0+0                           | 0                             | 0                             | 0                             | 1         | 0         | 0           | 0          | 2                     | 1                     | 0                     | 0                     | 4        | 1      | 0           | 0          |
| Manu           | 0             | 0             | 0             | 0             | 0+0                           | 0                             | 0                             | 0                             | 0         | 0         | 0           | 0          | 0                     | 0                     | 0                     | 0                     | 0        | 0      | 0           | 0          |
| R. Obrador     | 0             | 0             | 0             | 0             | 0+0                           | 0                             | 0                             | 0                             | 0         | 0         | 0           | 0          | 0                     | 0                     | 0                     | 0                     | 0        | 0      | 0           | 0          |
| N. Otamendi    | 1             | 0             | 1             | 0             | 0+0                           | 0                             | 0                             | 0                             | 1         | 0         | 1           | 0          | 1                     | 0                     | 0                     | 0                     | 3        | 0      | 2           | 0          |
| V. Paulidīs    | 1             | 1             | 0             | 0             | 0+0                           | 0                             | 0                             | 0                             | 1         | 1         | 0           | 0          | 2                     | 0                     | 0                     | 0                     | 4        | 2      | 0           | 0          |
| G. Prestianni  | 1             | 0             | 0             | 0             | 0+0                           | 0                             | 0                             | 0                             | 1         | 0         | 1           | 0          | 2                     | 0                     | 1                     | 0                     | 4        | 0      | 2           | 0          |
| J. Rego        | 0             | 0             | 0             | 0             | 0+0                           | 0                             | 0                             | 0                             | 0         | 0         | 0           | 0          | 0                     | 0                     | 0                     | 0                     | 0        | 0      | 0           | 0          |
| R. Ríos        | 1             | 0             | 1             | 0             | 0+0                           | 0                             | 0                             | 0                             | 1         | 0         | 0           | 0          | 2                     | 0                     | 0                     | 0                     | 4        | 0      | 1           | 0          |
| S. Soares      | 0             | -0            | 0             | 0             | 0+0                           | -0                            | 0+0                           | 0                             | 0         | 0         | 0           | 0          | 0                     | 0                     | 0                     | 0                     | 0        | 0      | 0           | 0          |
| A. Schjelderup | 1             | 0             | 0             | 0             | 0+0                           | 0                             | 0                             | 0                             | 0         | 0         | 0           | 0          | 2                     | 1                     | 1                     | 0                     | 3        | 1      | 1           | 0          |
| A. Silva       | 1             | 0             | 0             | 0             | 0+0                           | 0                             | 0                             | 0                             | 1         | 0         | 1           | 0          | 2                     | 0                     | 0                     | 0                     | 4        | 0      | 1           | 0          |
| A. Trubin      | 1             | -0            | 0             | 0             | 0+0                           | -0                            | 0                             | 0                             | 1         | -0        | 1           | 0          | 2                     | -0                    | 0                     | 0                     | 4        | -0     | 1           | 0          |
| J. Veloso      | 0             | 0             | 0             | 0             | 0+0                           | 0                             | 0                             | 0                             | 1         | 0         | 0           | 0          | 0                     | 0                     | 0                     | 0                     | 1        | 0      | 0           | 0          |